# Attacobius attarum
Attacobius attarum (Roewer, 1935) è un ragno appartenente alla famiglia Corinnidae.

## Biologia
Questo ragno è mirmecofilo, cioè vive in associazione con le formiche; in particolare è stata rinvenuta nelle parti interne delle colonie di Atta sexdens (Linnaeus, 1758) deputate alla crescita dei funghi per il nutrimento della colonia stessa. Vi viene portato sul dorso dalle stesse formiche; non è ben chiaro il motivo di questo comportamento.Si nutre delle larve dell'ospite.

## Distribuzione
La specie è stata reperita in alcune località del Brasile: ad esempio, nei pressi di Mendes, nello Stato di Rio de Janeiro.

## Tassonomia
Al 2012 non sono note sottospecie e non sono stati esaminati nuovi esemplari dal 1998.